# 鲤碘泡虫
鲤碘泡虫（学名：Myxobolus cyprini）为碘泡科碘泡虫属的动物。分布于德国、奥地利、俄罗斯、印度以及辽宁、山东、湖南、湖北、浙江、江西、武陵山地区、黑龙江流域等，营寄生生活，寄生在鲢、鲤的脾、胆、肠、肾、鳙的肝、心、鲢的膀胱、青鮠的鳃以及翘嘴红鲌的肠。